# 開發金控併購金鼎證券案
開發金控併購金鼎證券案，2009年在台灣爆發的金融案件，與紅火案等同樣是與二次金改相關的弊案。2005年，開發金控意圖併購金鼎證券，引發金鼎證券集團總裁張平沼控告開發金控董事長辜仲瑩惡意併購，涉及內線交易等。

## 經過
2005年，開發金控，開始持續買入金鼎證券股票，直到2009年開發金控已取得超過48%的股權。期間金鼎證券創辦人張平沼與開發金控多次攻防，還牽出開發金控負責人辜仲瑩涉嫌利用資訊進行內線交易、背信以及違反公開收購規定偽造文書遭起訴。。
在2009年金鼎證券股東會的董事改選中，開發金控與張平沼各自宣佈自己獲得過半董事席次。爭議持續到隔年中仍未解決，使得金鼎証券遭台北地檢署派駐金管會檢察官聲請指派「臨時管理人」接管金鼎證券並獲得台北地院裁定。。
2009年4月，台北地檢署偵查終結，認為辜仲瑩涉犯內線交易及違反金融控股公司法等罪，掏空開發金逾新台幣1.4億元，將辜仲瑩起訴並從重求刑。

## 法律訴訟結果
台北地方法院一審，辜仲瑩被控內線交易、違反金融控股公司法背信罪等部分，均判無罪，僅依行使偽造私文書罪判處1年徒刑，減為6月徒刑，可易科罰金。
2013年11月27日，台灣高等法院認定辜仲瑩與吳春台有權代表公司簽約，偽造私文書罪部份無罪，但依違反《證交法》的強制公開收購規定，判處辜仲瑩與吳春台徒刑4個月，可易科罰金。2015年3月19日，最高法院駁回上訴，判刑辜仲瑩與吳春台4個月徒刑，得易科罰金12萬元，全案定讞。